# NGC 4858
NGC 4858 ist eine 15,2 mag helle Balken-Spiralgalaxie mit hoher Sternentstehungsrate vom Hubble-Typ SBb im Sternbild Haar der Berenike am Nordsternhimmel. Sie ist schätzungsweise 421 Millionen Lichtjahre von der Milchstraße entfernt, hat einen Durchmesser von etwa 60.000 Lj und ist Mitglied des Coma-Galaxienhaufens.
Im selben Himmelsareal befinden sich u. a. die Galaxien NGC 4860, NGC 4865, IC 3943, IC 3955.
Das Objekt wurde am 21. April 1865 von Heinrich Louis d’Arrest entdeckt.